# Шафштедт (Шлезвиг-Гольштейн)
Шафштедт (нем. Schafstedt) — община в Германии, в земле Шлезвиг-Гольштейн. 
Входит в состав района Дитмаршен. Подчиняется управлению КЛьГ Альберсдорф.  Население составляет 1326 человек (на 31 декабря 2010 года). Занимает площадь 18,18 км².
Коммуна подразделяется на 8 сельских округов.